# Финкгрефе, Макс
Макс Финкгрефе (нем. Max Finkgräfe; родился 27 марта 2004 года, Мёнхенгладбах, Германия) — немецкий футболист, защитник клуба «РБ Лейпциг».

## Карьера
Макс Финкгрефе — воспитанник «Фортуны» (Дюссельдорф), «Боруссии» (Дортмунд), «Боруссии» (Мёнхенгладбах), «Унтеррата» и «Кёльна». За последних дебютировал 19 августа 2023 года в матче 1-го тура Бундеслиги против «Боруссии» (Дортмунд).